# Raúl Garello
Raúl Garello (Chacabuco, provincia de Buenos Aires, 3 de enero de 1936 - Buenos Aires, 29 de septiembre de 2016) cuyo nombre completo era Raúl Miguel Garello, fue un bandoneonista, director, compositor y arreglador argentino, dedicado a la música de tango.

## Biografía
Realizó estudios de armonía, fuga y contrapunto con Juan Schultis y Pedro Rubione. A sus 18 años, se vinculó inmediatamente a la orquesta estable de Radio Belgrano, donde conoció a Leopoldo Federico, a quien reemplazó luego en el cuarteto de Roberto Firpo (h). Tiempo después se incorporaría a las de Carlos Dante, Alberto Morán y Horacio Salgán. 
En la Orquesta de Aníbal Troilo tuvo la oportunidad de ingresar en 1963 como bandoneonista, cumpliendo también con la tarea de arreglador, lo que le valió el reconocimiento de ser uno de los orquestadores más importantes sobre todo entre los de su generación y que desarrolló también para las formaciones de Leopoldo Federico, Baffa-Berlingieri y Enrique Mario Francini.
Ha realizado numerosas grabaciones al frente de su gran orquesta, acompañando a los cantantes de mayor prestigio como Edmundo Rivero, Roberto Goyeneche, Roberto Rufino, Floreal Ruiz, Susana Rinaldi, Eladia Blázquez, Rubén Juárez, entre muchos otros. Llegó a figurar en los discos del sello Victor, como "Orquesta Típica Porteña".
Realizó numerosas giras, entre las que se destacan las que protagonizó junto a la Orquesta Sinfónica de Toulouse, el bailarín Jorge Donn y el Ballet de Maurice Béjart por Suiza y Francia. En 1974 debutó con su primera agrupación, un sexteto, en "El viejo almacén" de San Telmo y cuyo propietario era el gran cantor Edmundo Rivero.
En 1977 realiza una espectacular serie de cuatro discos instrumentales, con su orquesta ampliada con el concurso de 27 músicos, en los que dio a conocer su obra como compositor: "Che Buenos Aires", anteriormente estrenado en 1969 por la orquesta de Aníbal Troilo, "Verdenuevo", "Margarita de agosto", "Muñeca de marzo", "Pequeña Martina", "Bien al mango", "Vaciar la copa", "Aves del mismo plumaje", "Che Pichín" y "Pasajeros del tiempo".
En esta etapa de inspiración compositiva, creó numerosas obras cantables, entre las que pueden destacarse "Dice una guitarra", con un excelente registro de Carlos Casado con la orquesta de Osvaldo Piro; "Llevo tu misterio", grabado por Roberto Rufino y "Buenos Aires conoce", grabado por Floreal Ruiz sendos acompañados por Garello, con los versos de su hermano Rubén Garello; "Hace 200 tangos" con letra de Federico Silva y "Tiempo de tranvías" con Héctor Negro.
La Orchestre national du Capitole de Toulouse, dirigida por Michel Plasson, lo convocó en 1992 para escribir y grabar quince orquestaciones propias sobre obras de Carlos Gardel. Entre su amplia labor discográfica, se destaca el disco de homenaje a Woody Allen realizado junto a Horacio Ferrer. A partir del año 1980, codirige junto al ya fallecido compositor Carlos García, la Orquesta del Tango de Buenos Aires.
El 9 de julio de 1990 tuvo el orgullo de actuar, al frente de su orquesta, en el Teatro Colón. Ya en 1988 había vivido con su conjunto otra experiencia no menos incitante: la participación en una película: "Two to tango", dirigida por Héctor Olivera.
En 1985, 1995 y 2005 recibió un Premio Konex por su trayectoria como autor de tango y como director de orquesta típica. En 1997 participó en el filme documental Quereme así (Piantao).
El lunes 19 de septiembre de 2016 Raúl dirigió un tramo del concierto que la Orquesta del Tango de la Ciudad de Buenos Aires ofreció en el Teatro Colón.
Fue galardonado con el Premio Gobbi de Oro por la Academia Nacional del Tango en 2016. 

Falleció el 29 de septiembre de 2016, a la edad de 80 años.

## Discografía
- Buenos Aires a todo Tango, 1977
- Buenos Aires ahora, 1980
- Margarita de agosto, 1982
- Arlequín porteño, 2003
- Tocata para sexteto, 2008
- Tiempo fuerte, 2010